# Daniel Morgan Barringer
Daniel Moreau Barringer viveu entre (1860-1929) e trabalhou como engenheiro. Ele desenvolveu a teoria da Cratera de Barringer.